# Беспроводная сенсорная сеть

Архитектура типичной беспроводной сенсорной сети

Беспроводна́я се́нсорная сеть, или беспроводная датчиковая сеть, — распределённая, самоорганизующаяся сеть множества датчиков и исполнительных устройств, объединённых между собой посредством радиоканала.
Область покрытия подобной сети может составлять от нескольких метров до нескольких километров за счёт способности ретрансляции сообщений от одного узла к другому и зависит от среды распространения (лес, городская застройка, водоемы) и рельефа местности.

## История и сфера использования
Одним из первых прообразов сенсорной сети можно считать SOSUS, предназначенную для обнаружения и идентификации подводных лодок.
В середине 1990-х годов технологии беспроводных сенсорных сетей стали активно развиваться, в начале 2000-х годов развитие микроэлектроники позволило производить для таких устройств достаточно дешёвую элементную базу. Беспроводные сенсорные сети начала 2010-х годов в основном базируются на стандарте ZigBee.
Многие отрасли и сферы деятельности (промышленность, транспорт, коммунальное хозяйство, охрана) заинтересованы во внедрении сенсорных сетей, и число потребителей непрерывно увеличивается. Тенденция обусловлена усложнением технологических процессов, развитием производства, расширяющимися потребностями частных лиц в сегментах безопасности, контроля ресурсов и использования товаро-материальных ценностей. С развитием микроэлектронных технологий появляются новые практические задачи и теоретические проблемы, связанные с применениями сенсорных сетей в промышленности, жилищно-коммунальном комплексе, домашних хозяйствах. Использование недорогих беспроводных сенсорных устройств контроля параметров открывает новые области для применения систем телеметрии и контроля, такие как:
- Своевременное выявление возможных отказов исполнительных механизмов, по контролю таких параметров, как вибрация, температура, давление и т. п.;
- Контроль доступа к удалённым системам объекта мониторинга в режиме реального времени;
  - обеспечение охраны музейных ценностей;
  - обеспечение учёта экспонатов;
  - автоматическая ревизия экспонатов;
- Автоматизация инспекции и технического обслуживания промышленных активов;
- Управление коммерческими активами;
- Применение как компоненты в энерго- и ресурсосберегающих технологий;
- Контроль экологических параметров окружающей среды

Следует отметить, что несмотря на длительную историю сенсорных сетей, концепция построения сенсорной сети окончательно не оформилась и не выразилась в определенные программно-аппаратные (платформенные) решения. Реализация сенсорных сетей на текущем этапе во многом зависит от конкретных требований индустриальной задачи. Архитектура, программно-аппаратная реализация находится на этапе интенсивного формирования технологии, что обращает внимание разработчиков с целью поиска технологической ниши будущих производителей.

## Технологии
Беспроводные сенсорные сети состоят из миниатюрных вычислительных устройств — мотов, снабжённых датчиками (например, температуры, давления, освещённости, уровня вибрации, местоположения и т. п.) и передатчиками, работающими в заданном радиодиапазоне. Гибкая архитектура, снижение затрат при монтаже выделяют беспроводные сети интеллектуальных сенсоров среди других беспроводных и проводных интерфейсов передачи данных, особенно когда речь идет о большом количестве соединенных между собой устройств, сенсорная сеть позволяет подключать до 65 000 устройств. Постоянное снижение стоимости беспроводных решений, повышение их эксплуатационных параметров позволяют постепенно перейти с проводных решений в системах сбора телеметрических данных, средств дистанционной диагностики, обмена информации на беспроводные. «Сенсорная сеть» является сегодня устоявшимся термином, обозначающим распределенную, самоорганизующуюся, устойчивую к отказу отдельных узлов сеть из необслуживаемых и не требующих специальной установки устройств. Каждый узел сенсорной сети может содержать различные датчики для контроля внешней среды, микровычислитель и радиоприёмопередатчик. Это позволяет устройству проводить измерения, самостоятельно проводить начальную обработку данных и поддерживать связь с внешней информационной системой.
Технология ретранслируемой ближней радиосвязи 802.15.4/ZigBee, известная как «Сенсорные сети», является одним из современных направлений развития самоорганизующихся отказоустойчивых распределенных систем наблюдения и управления ресурсами и процессами. Сегодня технология беспроводных сенсорных сетей, является единственной беспроводной технологией, с помощью которой можно решить задачи наблюдения и контроля, которые критичны к времени работы сенсоров. Объединённые в беспроводную сеть датчики образуют территориально-распределённую самоорганизующуюся систему сбора, обработки и передачи информации. Основной областью применения является контроль и наблюдение измеряемых параметров физических сред и предметов.
Принятый стандарт IEEE 802.15.4 описывает контроль доступа к беспроводному каналу и физический уровень для низкоскоростных беспроводных личных сетей, то есть два нижних уровня согласно сетевой модели OSI. «Классическая» архитектура сенсорной сети основана на типовом узле, который включает в себя, пример типового узла RC2200AT-SPPIO:
- радиотракт;
- процессорный модуль;
- элемент питания;
- различные датчики.

Использование в типовом узле сенсорной сети в качестве датчика второго передатчика, соответствующего стандарту ISO 24730-5, позволяет использовать сенсорную сеть не только для наблюдения параметров сред и предметов, но и для определения местонахождения и наблюдения передвижений предметов, снабжённых специальными радиочастотными метками. Построенная из таких узлов сенсорная сеть образует беспроводную инфраструктуру RTLS.

### Виды узлов
Типовой узел может быть представлен тремя типами устройств:
- Сетевой координатор (NCD — Network Coordination Device);
  - осуществляет глобальную координацию, организацию и установку параметров сети;
  - наиболее сложный из трёх типов устройств, требует наибольший объём памяти и источник питания;
- Устройство с полным набором функций (FFD — Fully Function Device);
  - поддержка 802.15.4;
  - дополнительная память и энергопотребление позволяет выполнять роль координатора сети;
  - поддержка всех типов топологий («точка-точка», «звезда», «дерево», «ячеистая сеть»);
  - способность выполнять роль координатора сети;
  - способность обращаться к другим устройствам в сети;
- RFD — Reduced Function Device;
  - поддерживает ограниченный набор функций 802.15.4;
  - поддержка топологий «точка-точка», «звезда»;
  - не выполняет функции координатора;
  - обращается к координатору сети и маршрутизатору;